# Salvatore Lanna
Salvatore Lanna (ur. 31 lipca 1976 w Carpi) – włoski piłkarz, występujący na pozycji obrońcy. Obecnie nie gra w żadnym klubie.

## Kariera klubowa
Lanna profesjonalną karierę rozpoczynał w 1994 roku, w Regginie Calcio. W debiutanckim sezonie pełnił głównie rolę rezerwowego, dlatego postanowił odejść do Carpi. W barwach tego zespołu zagrał 30 razy, ale nie zdobył ani jednej bramki. W 1996 roku przeszedł do Chievo Werona, gdzie występował aż przez 11 lat. Jako zawodnik tej drużyny pięć sezonów spędził w Serie B oraz sześć w Serie A. W tym czasie rozegrał 312 ligowych pojedynków, w których zdobył 6 bramek. W 2002 ze swoją drużyną dotarł do pierwszej rundy Pucharu UEFA. W sezonie 2005/06 ekipa ze stadionu Stadio Marcantonio Bentegodi zajęła czwarte miejsca w lidze i w kolejnym występowała w kwalifikacjach Ligi Mistrzów. Po odpadnięciu w trzeciej rundzie eliminacji, drużyna została uprawiona do gry w Pucharze UEFA, gdzie rozgrywki podobnie jak w 2002 zakończyli na pierwszej rundzie. W 2007, po spadku Chievo do drugiej ligi, Lanna odszedł do Torino FC, gdzie spędził tylko jeden sezon. Od 2008 do 2010 roku był zawodnikiem Bologny FC, po czym został wolnym graczem.

## Kariera reprezentacyjna
W 2002 roku Lanna został powołany na mecz reprezentacji Włoch na mecz przeciwko Serbii i Czarnogórze. Całe spotkanie przesiedział wówczas na ławce rezerwowych i nie zadebiutował w drużynie narodowej.